# Ticker (película)
Ticker es una película de acción estrenada en 2001 dirigida por Albert Pyun y protagonizada por Steven Seagal, Tom Sizemore, Dennis Hopper, Jaime Pressly, Nas Chilli y Peter Greene.

## Argumento
El inspector de la policía de la ciudad de San Francisco, Ray Nettles, y su colega Fuzzy abren una investigación sobre un robo cuando son atacados por unos terroristas dirigidos por el sádico Swan. Fuzzy es herido durante el ataque, pero Swan consigue escapar de la "balacera". Durante una carnicería consigue coger a una mujer terrorista, llamada Claire Manning. Swan lo amenaza con poner bombas explosivas por toda la ciudad de San Francisco si no deja en libertad a Claire, la cual está secuestrada por Nettles. El solicita ayuda al jefe de la patrulla de desactivación de explosivos, Frank Glass, uno de los más expertos en ese tipo de cosas. Ambos logran conseguir pistas que los llevan a encontrarse frente a frente con Swan, pero él se escapa y hace explotar un dispositivo que destroza una cuadra completa en un barrio de la ciudad. Después del incidente, saca los cuerpos de la patrulla, los que no tienen vida, y Nettles, considera su venganza algo personal.

## Reparto
- Tom Sizemore — Ray Nettles
- Dennis Hopper — Alex Swann
- Steven Seagal — Frank Glass
- Jaime Pressly — Claire Manning
- Nas — Art 'Fuzzy' Rice
- Rozonda Thomas — Lilly
- Peter Greene — Artie Pluchinsky